# 成田真由美
成田 真由美（なりた まゆみ、1970年8月27日 - ）は、神奈川県川崎市出身のパラリンピック競泳選手。アトランタ、シドニー、アテネ、北京と4大会連続出場し、合計15個の金メダルを獲得（うち13個は世界新記録付）。その圧倒的な強さから「水の女王」と呼ばれる。北京大会以後は第一線を退いていたが、2016年のリオデジャネイロ大会で2大会ぶりに日本代表に復帰、さらに2021年の東京大会で通算6回目のパラリンピック出場を果たした。中学生のとき横断性脊髄炎のため下半身が麻痺し、以後、日常生活では車椅子を使用。身長174cm。血液型はB型。横浜サクラスイミングスクール所属。日本テレビ勤務（嘱託社員）。日体大総合研究所客員研究員、2020年東京オリンピック・パラリンピック組織委員会理事、第8期中央教育審議会委員。

## 人物
- パラリンピックにはアトランタ、シドニー、アテネ、北京と4大会連続出場し合計20個（金15個、銀3個、銅2個）のメダルを獲得、2004年のアテネパラリンピックでは出場した6つの個人種目全てと団体戦の50m x 4フリーリレーで優勝し7冠。6つの世界新記録、1つの大会新記録を樹立した。50m自由形と100m自由形は3連覇を達成。また団体戦の50m x 4メドレーリレーの3位を含め、合計8個のメダル獲得はアテネパラリンピック参加選手の中で最多メダル獲得数だった。しかし2008年の北京パラリンピックではクラス分けの変更があり、それまでより障害が軽い（より体の自由がきき、速く泳げる選手が多い）クラスに入れられたために苦戦し、メダル獲得はならなかった。
- 北京大会以後は第一線を退き、講演会などで障害者スポーツやパラリンピックの周知活動を行っていたが、自分が出場して泳ぐことで日本でのパラリンピックの注目度がより高まり、次世代の新しい選手が生まれるきっかけにもなるのではとの思いから競技への復帰を決意[3][4]。リオデジャネイロパラリンピックで2大会ぶりのパラリンピック出場を果たし、さらに2021年の東京パラリンピックも合わせて、通算でパラリンピックには6回出場している。
- 1997年には勤務する日本テレビの番組「24時間テレビ」の中で、鹿児島県錦江湾で12キロの遠泳に挑戦。8時間かけて完泳した。
- アトランタパラリンピック前から所属する横浜サクラスイミングスクールでは福元寿夫（ロサンゼルスオリンピック水球日本代表）コーチの指導をうける。
- 趣味は料理とドライブ（18歳のときに運転免許取得）。障害者への理解を求め、全国各地で講演活動も行っている。
- 水泳以外のスポーツは万能の少女時代をおくるが、中学生のときに横断性脊髄炎を発症、下半身麻痺となり、以後、車椅子生活を余儀なくされる。その後も心臓病や高血圧症などで20回以上の入退院を繰り返した。さらに23歳のとき、初めて出場した水泳大会から帰る途中、運転していた車が追突事故に巻き込まれ、頚椎を損傷。その後遺症で左手が麻痺し、体温の調整機能も利かなくなった。
- 子供のころはプールが大嫌いで、学校の水泳の授業はいつも仮病を使って見学していた。当然のごとくカナヅチで、全く泳げなかった。下半身が不自由になってからも、元来のスポーツ好きのため、車いすバスケットボール、陸上、チェアスキーなどに取り組んでいたが、水泳には縁がなかった。水泳を始めたのは23歳のときで、同じ身体障害者スポーツクラブに通っていた仲間から、水泳大会のリレーのメンバーが足りないので、やってみないかと誘われたのがきっかけだった。
- 水泳を始める前、1993年に徳島県で行われた障害者の国体とも呼ばれる全国身体障害者スポーツ大会に出場し、車椅子100m走とソフトボール投げで大会新記録を出して優勝した。また、チェアスキーでは最終的に出場はしなかったものの、長野パラリンピックの強化指定選手だった。
- アトランタとシドニーのパラリンピックで競い合ったドイツのカイ・エスペンハインは、自他共に認めるライバルであり親友でもあったが、2002年に病気のため34歳で亡くなった。志半ばで逝ったライバルのためにも金メダルをという強い思いが、同じころ面会謝絶になるほどの重病を病み引退すら考えていた成田を、改めてアテネパラリンピックに突き進ませる原動力になった。パラリンピック後の2005年1月、成田はドイツのライプツィヒにあるカイの墓を訪れ、カイがもっとも得意としていた背泳ぎで獲得した金メダルを墓前に供えた。
- シドニーパラリンピックでの活躍により2000年に内閣総理大臣顕彰、アテネパラリンピックでの活躍と講演活動による障害者スポーツ普及への貢献により2005年には国際パラリンピック委員会からパラリンピックスポーツ大賞（最優秀女子選手賞）が贈られた。

## 主な記録
- 1996年、アトランタパラリンピック（初出場）
  - 女子50m自由形（S4）：優勝（44秒47、世界新）
  - 女子100m自由形（S4）：優勝（1分36秒23、世界新）
  - 女子200m自由形（S4）：2位（3分22秒47）
  - 女子50m背泳ぎ（S4）：2位（54秒87）
  - 女子150m個人メドレー（SM4）：3位（3分8秒63）
  - 女子50m平泳ぎ（SB3）：4位（1分4秒91）
- 2000年、シドニーパラリンピック（閉会式で旗手を務める）
  - 女子50m自由形（S4）：優勝（39秒23、世界新）
  - 女子100m自由形（S4）：優勝（1分30秒06、世界新）
  - 女子200m自由形（S4）：優勝（3分12秒79、世界新）
  - 女子50m背泳ぎ（S4）：優勝（50秒38、大会新）
  - 女子150m個人メドレー（SM4）：優勝（2分53秒73、世界新）
  - 女子50m x 4フリーリレー（20pts）：優勝（3分01秒31、世界新）
  - 女子50m平泳ぎ（SB3）：2位（1分01秒99）
- 2004年、アテネパラリンピック（参加選手中で最多の8個のメダル獲得）
  - 女子50m自由形（S4）：優勝（39秒22、世界新）
  - 女子100m自由形（S4）：優勝（1分25秒07、世界新）
  - 女子200m自由形（S4）：優勝（3分02秒00、世界新）
  - 女子50m背泳ぎ（S4）：優勝（49秒54、大会新）
  - 女子50m平泳ぎ（SB3）：優勝（56秒20、世界新）
  - 女子150m個人メドレー（SM4）：優勝（2分45秒20、世界新）
  - 女子50m x 4フリーリレー（20pts）：優勝（3分00秒62、世界新）
  - 女子50m x 4メドレーリレー（20pts）：3位（3分33秒11）
- 2008年、北京パラリンピック（それまでより障害が軽いクラスに入れられる）
  - 女子50m自由形（S5）：5位
  - 女子100m自由形（S5）：5位
  - 女子50m背泳ぎ（S5）：5位
  - 女子200m個人メドレー：棄権（当初は従来どおりSM4クラスの150m個人メドレーに出場する予定だったが、北京入りしてから急に障害が軽いクラスへの変更が決定し、それまで脊髄の障害のために避けてきたバタフライを泳がなければならなくなったため、個人メドレーへの出場を取り消した）
- 2016年、リオデジャネイロパラリンピック（2大会ぶりに日本代表に復帰）
  - 女子50m自由形（S5）：5位
  - 女子100m自由形（S5）：7位
  - 女子50m背泳ぎ（S5）：5位
  - 女子100m平泳ぎ（SB4）：予選敗退
  - 女子400mリレー：6位
  - 女子400mメドレーリレー：7位
- 2021年、東京パラリンピック
  - 女子100m自由形 (S5)： 予選敗退
  - 女子50m背泳ぎ (S5)： 6位
  - 女子100m平泳ぎ (SB4)： 予選敗退
  - 女子混合200mリレー（20ポイント）：予選敗退

## 主な表彰
- 厚生大臣表彰 - 1996年
- 川崎市市民栄誉賞（第1号） - 1996年
- 内閣総理大臣顕彰 - 2000年
- パラリンピックスポーツ大賞（最優秀女子選手賞） - 2005年